# Región del Sur (Misiones)
La Región del Sur es una subregión turística de la provincia de Misiones, Argentina.
Está integrada por los departamentos de Capital, Candelaria, San Ignacio, Apóstoles, Concepción y San Javier.

## Atractivos
- Museo y Archivo Histórico de Apóstoles : Padre Diego Alfaro - Apóstoles
- Museo Histórico " Juan Szychowski" - Apóstoles
- Las Ruinas Jesuíticas de la Misión de Santa María La Mayor - Concepción de la Sierra
- Las Ruinas Jesuíticas de la Misión de Nuestra Señora de Loreto - Loreto, Candelaria
- Museo Histórico y Arqueológico Andrés Guacurarí - Posadas
- Museo Regional Aníbal Cambas - Posadas
- Museo Provincial de Bellas Artes Juan Yaparí - Posadas
- Museo Municipal de Bellas Artes Lucas Braulio Areco - Posadas
- Museo Histórico de la Policía de Misiones - Posadas
- Museo Arqueológico e histórico "Andrés Guacurarí" - Posadas
- Museo de Excombatientes de Malvinas - Posadas
- Museo de Navegación " Motonave El Guayrá" - Posadas
- Museo de Ciencias Naturales e Historia Antonio Ruiz de Montoya - Posadas
- Centro de Interpretación Regional - San Ignacio
- Museo Provincial Miguel Nadasdyv - San Ignacio
- Museo Municipal Horacio Quiroga - San Ignacio
- Las Ruinas Jesuíticas de la Misión de San Ignacio Miní - San Ignacio
- Museo " Batalla de Mbororé" - San Javier
- Museo Provincial San Ignacio de Loyola - San José
- Salto Colmena Milenaria - San José
- Salto El Ceibo - San José
- Salto Golondrina - San José
- Salto La Gruta - San José
- Salto Yateí - San José
- Las Ruinas Jesuíticas de la Misión de la Reducción de Santa Ana - Santa Ana
- Isla del Medio - Posadas
- Parque Provincial Profundidad - Candelaria
- Playita del Sol - San Ignacio
- Isla Pindo-í - Corpus